# پارک سون هو
پارک سون هو (کره‌ای: 박선호؛ زادهٔ ۹ مه ۱۹۹۳) بازیگر، خواننده و مدل اهل کره جنوبی است. پارک حرفه بازیگری خود را در سال ۲۰۱۴ آغاز کرد. او همچنین حرفه خوانندگی را در سال ۲۰۱۴ با ترانه «بعد از عشق» (ورژن بالاد) برای مجموعه تلویزیونی سلول‌های عشق آغاز کرد.

## فیلم‌شناسی

### مجموعه تلویزیونی
| سال  | عنوان                       | نقش                              | توضیحات | منابع  |
| ---- | --------------------------- | -------------------------------- | ------- | ------ |
| ۲۰۱۴ | رنگین‌کمان طلایی             | کیم یونگ وون / Michinski Forever |         | [ ۲ ]  |
| ۲۰۱۵ | بدرخش یا دیوانه شو          | وانگ وی                          |         | [ ۳ ]  |
| ۲۰۱۵ | خانم بی‌ادب یونگ ئه - فصل ۱۴ | پارک سون هو                      |         | [ ۴ ]  |
| ۲۰۱۶ | استار اگین                  | کانگ جی ووک                      |         | [ ۵ ]  |
| ۲۰۱۶ | متاسفم اما من دوستت دارم    | کانگ نام گو                      |         | [ ۶ ]  |
| ۲۰۱۷ | کشتی بیمارستانی             | کیم جه هوان                      |         | [ ۷ ]  |
| ۲۰۱۸ | یک روز یک شعر               | هان جو یونگ                      |         | [ ۸ ]  |
| ۲۰۱۹ | بهترین مرغ                  | پارک چوی گو                      |         | [ ۹ ]  |
| ۲۰۲۰ | روگال                       | لی گوانگ چول                     |         | [ ۱۰ ] |